# The Event
The Event (THE EVƎNT) ist eine US-amerikanische Science-Fiction-Fernsehserie von Nick Wauters, die ab 2010 von den Universal Media Studios für den US-Sender NBC produziert wurde, es entstand eine Staffel mit 22 Folgen. Die Serie wird als Thriller, Liebesgeschichte und Mysteryserie mit Science-Fiction-Elementen beschrieben.

## Handlung
Die Handlung wird nur anfangs noch überwiegend in Rückblenden erzählt, im späteren Verlauf der Serie jedoch dann vor allem in der Gegenwart. Die Handlung bezieht sich auf die vor der Öffentlichkeit geheimgehaltene Notlandung von Außerirdischen in Alaska im Jahre 1944. Da die Außerirdischen, welche sich nur aufgrund ihrer DNA von Menschen unterscheiden, äußerlich jedoch identisch aussehen, als Bedrohung angesehen wurden, sind 97 von ihnen dauerhaft in einem geheimen Gefängnis in Alaska eingesperrt worden. Allerdings gelang es einigen Individuen der Gefangennahme zu entkommen, unterzutauchen und sich in wichtigen Positionen des öffentlichen Lebens und der Gesellschaft einzubringen.
Als der US-Präsident 66 Jahre später von der Existenz jener Wesen erfährt, die für irdische Verhältnisse äußerst langsam altern, will er mit diesen Informationen an die mediale Öffentlichkeit, was einflussreiche Gegenspieler mit allen Mitteln verhindern wollen. Eine der Hauptfiguren der Serie ist Sean Walker, der zufällig zwischen die Fronten gerät, weil seine Freundin von den Gegnern des Präsidenten entführt wurde, um Druck gegen ihren Vater, einen Piloten, auszuüben. Während die weiteren Ereignisse aus einem Netz von Intrigen, Verschwörungen, Plänen und Gegenplänen bestimmt werden, beginnt ein dramatischer Wettlauf gegen die Zeit aller Beteiligter, bei dem erst das Leben einzelner, dann vieler, dann der gesamten Menschheit auf dem Spiel steht.
Das titelgebende Ereignis (engl. "Event") bezieht sich auf ein weitreichendes Geheimnis, das die Außerirdischen in sich bergen.

## Besetzung und Synchronisation

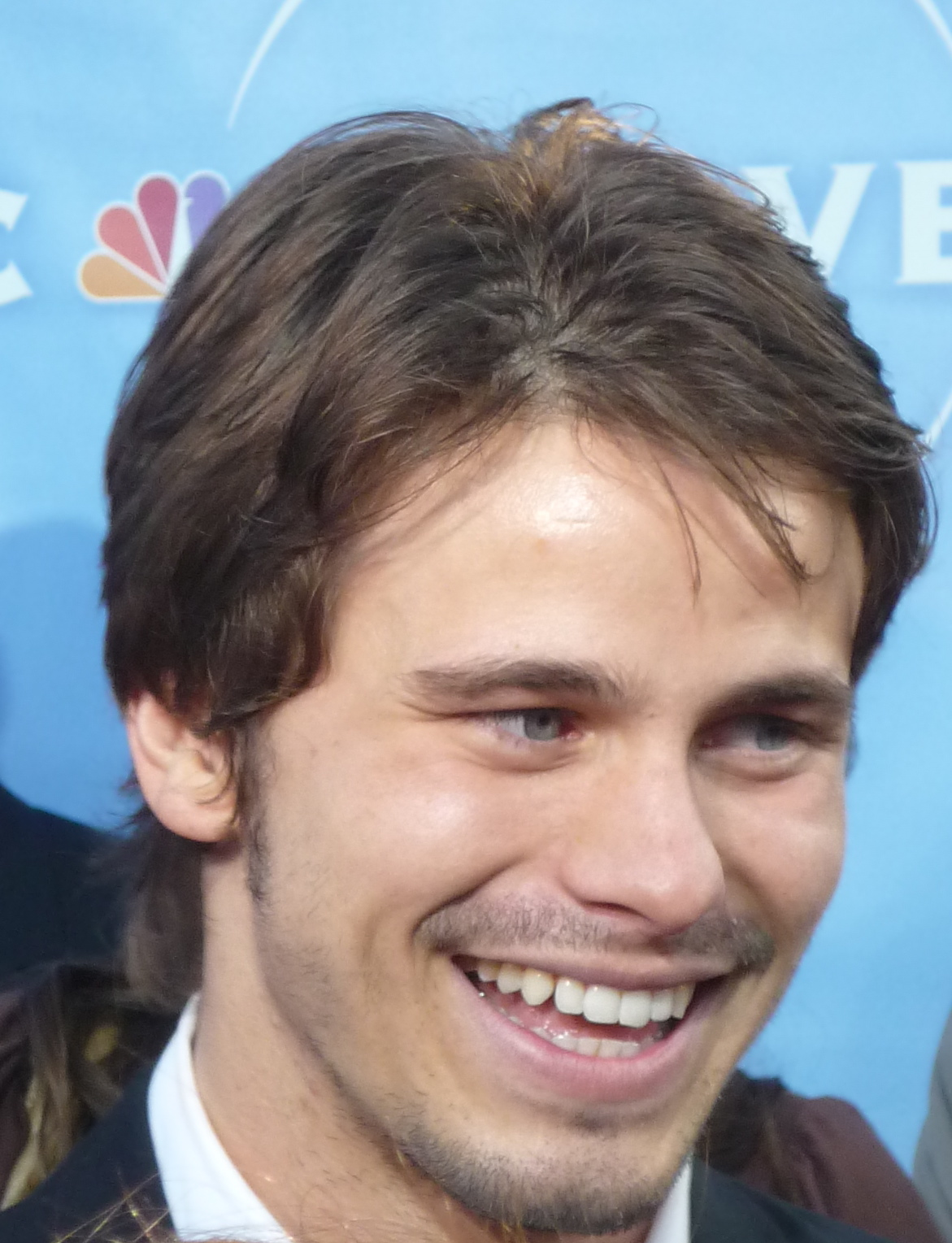
Jason Ritter spielt Sean Walker
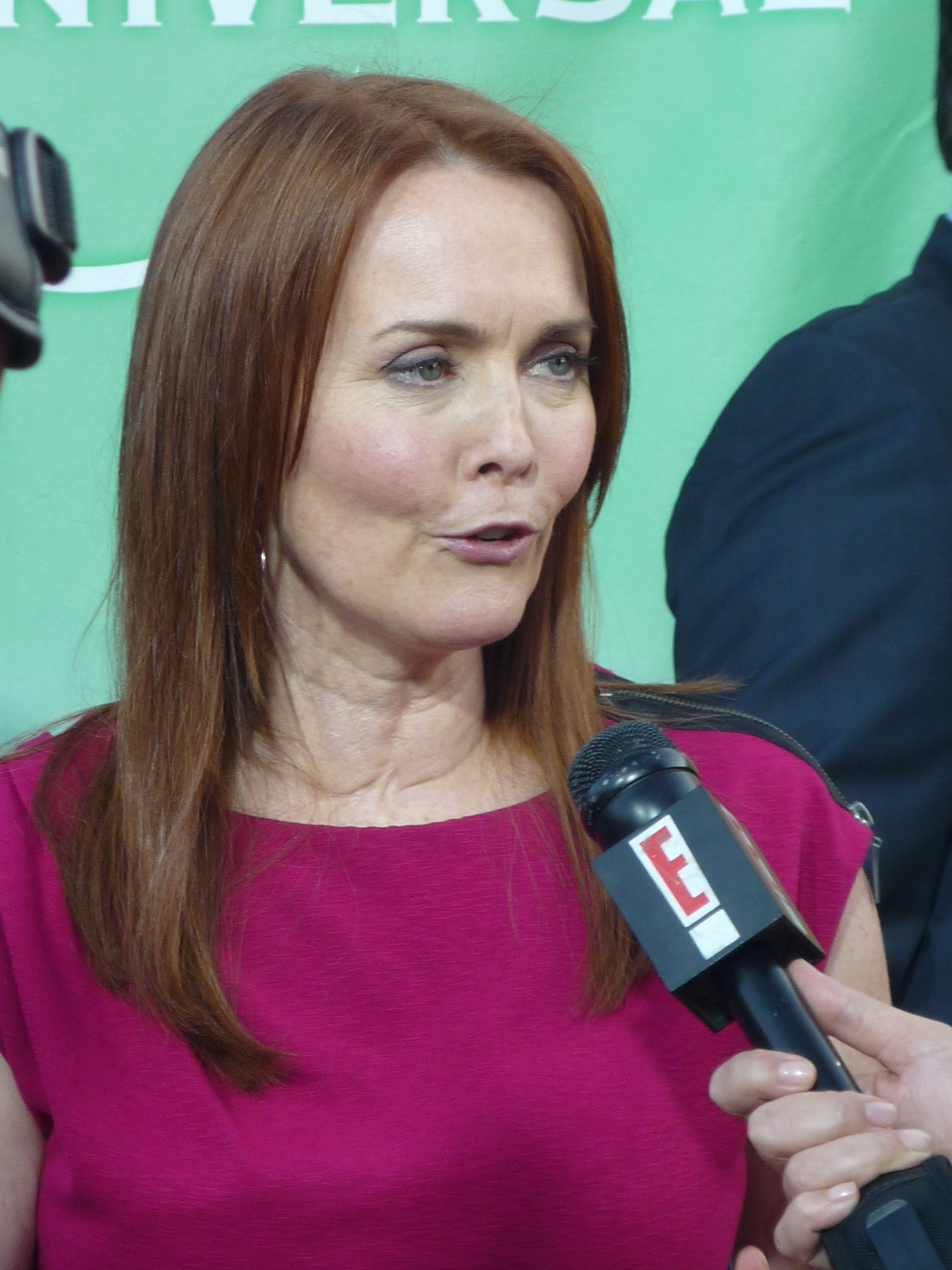
Laura Innes als Sophia Maguire
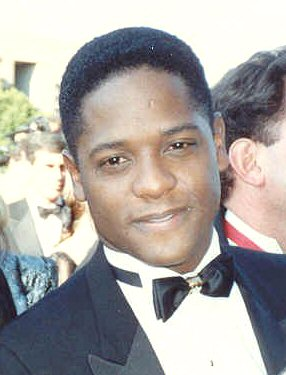
Blair Underwood spielt US-Präsident Martinez
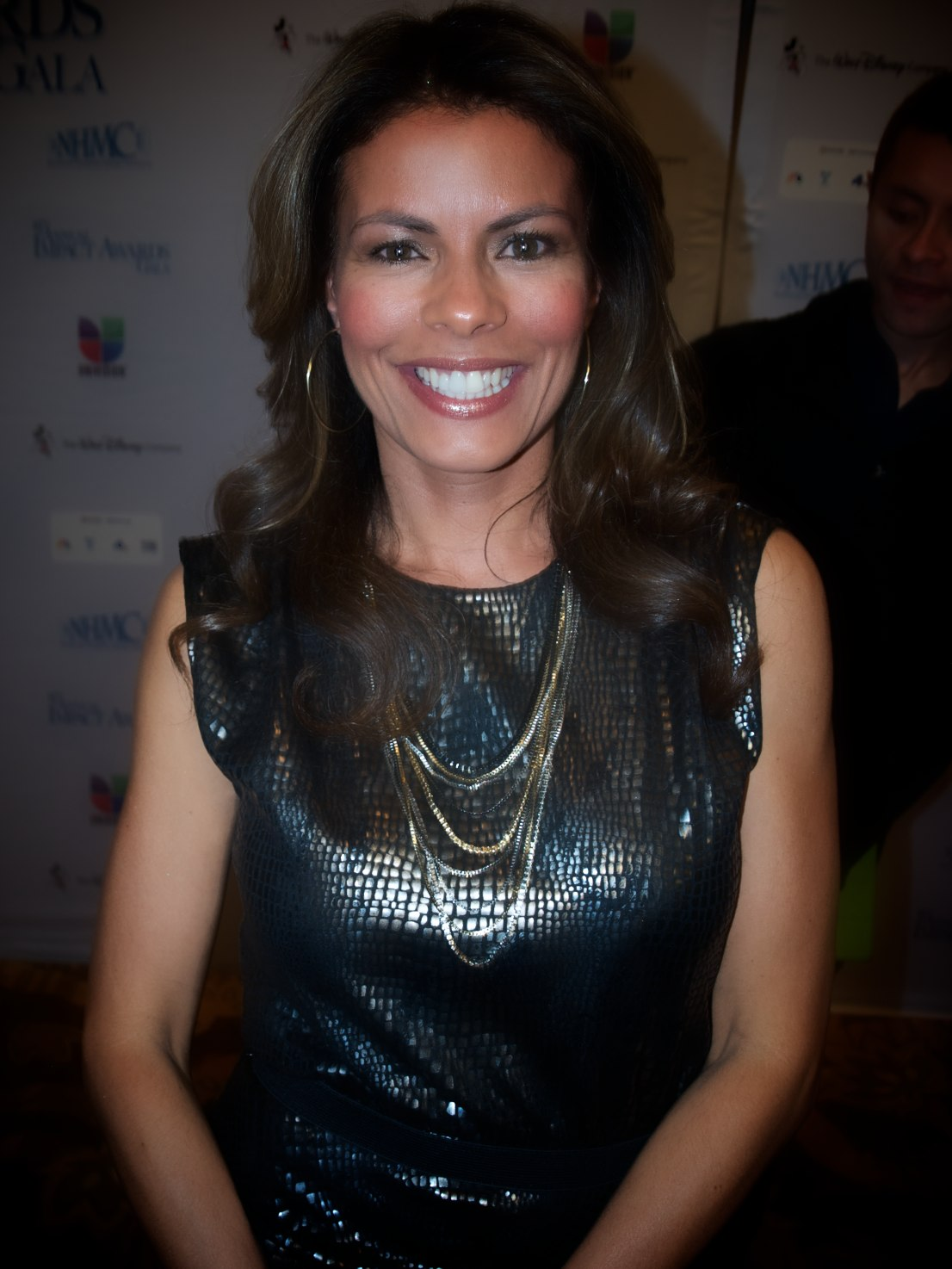
Lisa Vidal als First Lady Christina Martinez

### Hauptdarsteller
Die deutsche Synchronisation wurde durch die Synchronfirma Interopa Film in Berlin bearbeitet, Dialogregie führte Boris Tessmann, der zugleich an der Seite von Martina Marx für das Dialogbuch verantwortlich war.
| Schauspieler/in  | Rollenname                                        | Hauptrolle (Episoden) | Synchronsprecher/in |
| ---------------- | ------------------------------------------------- | --------------------- | ------------------- |
| Jason Ritter     | Sean Walker                                       | 1x01–1x22             | Sebastian Schulz    |
| Sarah Roemer     | Leila Buchanan                                    | 1x01–1x22             | Maria Koschny       |
| Laura Innes      | Sophia Maguire                                    | 1x01–1x22             | Liane Rudolph       |
| Ian Anthony Dale | CIA-Agent Simon Lee                               | 1x01–1x22             | Boris Tessmann      |
| Scott Patterson  | Michael Buchanan                                  | 1x01–1x19             | Thomas Nero Wolff   |
| Taylor Cole      | Vicky Roberts                                     | 1x01–1x22             | Magdalena Turba     |
| Blair Underwood  | Elias Martinez, US-Präsident                      | 1x01–1x22             | Charles Rettinghaus |
| Lisa Vidal       | Christina Martinez, First Lady                    | 1x01–1x22             | Schaukje Könning    |
| Bill Smitrovich  | Raymond Jarvis, Vizepräsident                     | 1x01–1x22             | Roland Hemmo        |
| Željko Ivanek    | Blake Sterling, Director of National Intelligence | 1x01–1x22             | Joachim Tennstedt   |

### Nebendarsteller
| Schauspieler/in      | Rolle                      | Nebenrolle (Episoden) | Synchronsprecher/in                      |
| -------------------- | -------------------------- | --------------------- | ---------------------------------------- |
| Clifton Collins, Jr. | Thomas                     | 1x02–1x15             | Florian Halm                             |
| Heather McComb       | FBI-Agentin Angela Collier | 1x02–1x11             | Christin Marquitan                       |
| D. B. Sweeney        | Carter                     | 1x02–1x07             | Bernd Vollbrecht                         |
| Hal Holbrook         | James Dempsey              | 1x04–1x17             | Hans Teuscher                            |
| Julia Campbell       | Valerie Buchanan           | 1x01, 1x04            | Katharina Koschny, Katarina Tomaschewsky |
| Wes Ramsey           | Greg Kervin                | 1x01–1x02             | Gerrit Schmidt-Foß                       |

## Produktion
Das Script wurde zwar schon 2006 von Nick Wauters geschrieben jedoch erst 2009 vom Produzenten Steve Stark zu NBC gebracht, nachdem er gehört hatte, dass der Sender eine Serie mit "Event-Faktor" sucht. Im Januar 2010 bestellte NBC dann eine Pilotfolge.
Das Casting dauerte von Anfang Februar bis Mitte März. Jeffrey Reiner wurde nach einem Deal mit den Universal Media Studios zum Regisseur und zum Executive Producer ernannt.
Um bei der Erzählstruktur ähnlich innovativ zu sein wie die Fernsehserien 24 mit seinen Split-Screens oder Lost mit den unterschiedlichen Erzählzeiten, versuchte man, dieselben Szenen aus verschiedenen Blickwinkeln zu erzählen, was nach der Pilotfolge allerdings wieder fallengelassen wurde.
Am 7. Mai 2010 gab NBC sein Herbstprogramm bekannt, in dem The Event als Serie bestellt wurde, gefolgt von der Nachricht, dass Evan Katz nun als Showrunner und Executive Producer an der Serie arbeiten wird. Mitte Juli 2010 wurde noch die Rolle des Thomas mit Clifton Collins, Jr. besetzt. The Event war eine von vier neuen Serien, die auf der San Diego Comic-Con gezeigt wurden.
Am 18. Oktober 2010 bestellte NBC eine volle Staffel mit 22 Folgen. Aufgrund von rückläufigen Quoten entschied sich NBC, die Serie in eine längere Pause zu schicken, um einen Reboot durchzuführen, so dass die Serie erst am 7. März 2011 mit einer Doppelfolge weiter ausgestrahlt wurde.
Am 13. Mai 2011 wurde die Serie von NBC eingestellt. Nach der Einstellung begannen Verhandlungen zwischen den Produzenten und dem Kabelsender Syfy, um die Serie doch noch fortzusetzen. Jedoch wurden die Verhandlungen kurz danach für gescheitert erklärt.

## Ausstrahlung und Reichweite

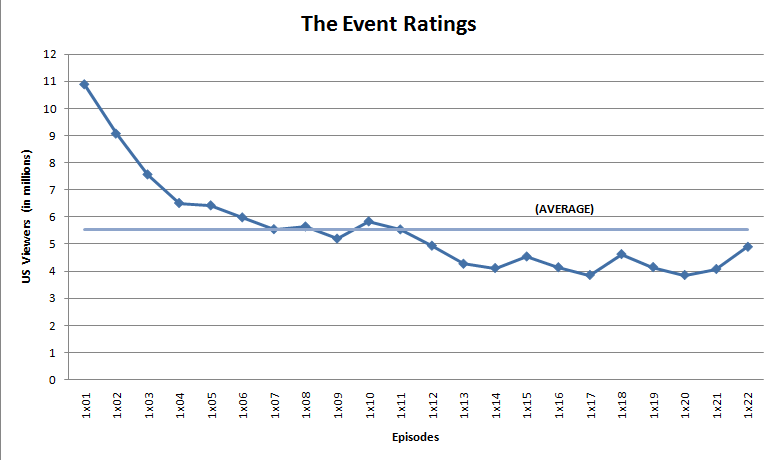
Einschaltquoten der Serie in den Vereinigten Staaten

In den USA lief die erste Staffel der Serie ab dem 20. September 2010 auf NBC. Die Pilotfolge wurde von 11,19 Millionen Menschen gesehen und erreichte damit ein Rating von 3,7 in der werberelevanten Zielgruppe der 18- bis 49-Jährigen.

### Deutschland
Die Rechte an der Serie hat sich die Mediengruppe RTL Deutschland gesichert. Die deutschsprachige Erstausstrahlung begann am 26. Oktober 2011 in Doppelfolgen auf RTL II, wurde jedoch aufgrund niedriger Einschaltquoten bereits nach den ersten sechs Folgen beendet. Erst nach zweijähriger Pause wurde die Serie von RTL II zu Ende ausgestrahlt, allerdings nicht mehr zur Primetime, sondern tief in der Nacht.

### International
International haben sich unter anderem Sender in Griechenland, Kanada, Großbritannien, Schweden, Südafrika, Russland, Italien und Australien die Rechte an der Serie gesichert.

## Episodenliste
| Nr. | Deutscher Titel           | Originaltitel                 | Erstausstrahlung USA                     | Deutschsprachige Erstausstrahlung (D) |
| --- | ------------------------- | ----------------------------- | ---------------------------------------- | ------------------------------------- |
| 1   | Der Anschlag              | I Haven’t Told You Everything | 20. Sep. 2010                            | 26. Okt. 2011                         |
| 2   | Gestrandet in Arizona     | To Keep Us Safe               | 27. Sep. 2010                            | 26. Okt. 2011                         |
| 3   | Verrat                    | Protect Them from the Truth   | 4. Okt. 2010                             | 2. Nov. 2011                          |
| 4   | Das Ultimatum             | A Matter of Life and Death    | 11. Okt. 2010                            | 2. Nov. 2011                          |
| 5   | Erpressung                | Casualties of War             | 18. Okt. 2010                            | 9. Nov. 2011                          |
| 6   | Die Jagd auf den Maulwurf | Loyalty                       | 25. Okt. 2010                            | 9. Nov. 2011                          |
| 7   | Erschüttertes Vertrauen   | I Know Who You Are            | 8. Nov. 2010                             | 27. Sep. 2013                         |
| 8   | Der Feind in meiner Nähe  | For the Good of Our Country   | 15. Nov. 2010                            | 27. Sep. 2013                         |
| 9   | Ergebenheit oder Tod      | Your World to Take            | 22. Nov. 2010                            | 4. Okt. 2013                          |
| 10  | Doppeltes Spiel           | Everything Will Change        | 29. Nov. 2010                            | 4. Okt. 2013                          |
| 11  | Drohende Invasion         | And Then There Were More      | 6. Mär. 2011 (Citytv) 7. Mär. 2011 (NBC) | 11. Okt. 2013                         |
| 12  | Inostranka                | Inostranka                    | 6. Mär. 2011 (Citytv) 7. Mär. 2011 (NBC) | 11. Okt. 2013                         |
| 13  | Der Hinterhalt            | Turnabout                     | 14. März 2011                            | 18. Okt. 2013                         |
| 14  | Das Ende der Heimat       | A Message Back                | 21. März 2011                            | 18. Okt. 2013                         |
| 15  | Opfer                     | Face Off                      | 28. März 2011                            | 25. Okt. 2013                         |
| 16  | Ein teuflischer Plan      | You Bury Other Things Too     | 4. Apr. 2011                             | 25. Okt. 2013                         |
| 17  | Der Auserwählte           | Cut Off the Head              | 18. Apr. 2011                            | 8. Nov. 2013                          |
| 18  | Gift                      | Strain                        | 25. Apr. 2011                            | 8. Nov. 2013                          |
| 19  | Wir oder sie              | Us or Them                    | 2. Mai 2011                              | 15. Nov. 2013                         |
| 20  | Wettlauf gegen die Zeit   | One Will Live, One Will Die   | 9. Mai 2011                              | 15. Nov. 2013                         |
| 21  | Der Anfang vom Ende       | The Beginning of the End      | 16. Mai 2011                             | 22. Nov. 2013                         |
| 22  | Die Ankunft               | Arrival                       | 23. Mai 2011                             | 22. Nov. 2013                         |

## Rezeption
Heather Havrilesky von Salon.com fügte The Event zu ihrer Liste der neun neuen Fernsehserien im Jahr 2010 hinzu, die man nicht verpassen darf und gab ihr die Note „B“. Die Serie hat bei Metacritic ein Metascore von 67/100 basierend auf 28 Rezensionen. Bei TV.com hat die Serie ein Rating von 8,0/10 basierend auf 1678 abgegebenen Stimmen und bei IMDb.com hat die Serie ein Rating von 6,9/10 basierend auf 14156 abgegebenen Stimmen.
Mary McNamara von der Los Angeles Times beschreibt die Serie als "groß und vielversprechend wie Heroes vor einigen Jahren".

“An enticing start.”

„Ein verlockender Start.“

“If 24, Lost, and The 4400 had a baby, it would be The Event.”

„Wenn 24, Lost und The 4400 ein Baby hätten, es wäre The Event.“